# Nizva-erőd
A Nizva-erőd Omán egyik vára.

## Története
Az erődítményt a 9. században kezdték építeni, mai formáját a 17. században nyerte el. Legmasszívabb építménye a kör alaprajzú 17. századi torony, amelyet 12 év alatt emeltek. Magassága 34 méter, átmérője 45 méter, mellvédjén ágyúállásokat alakítottak ki. Harminc méterig kővel töltötték fel. A toronyhoz számos egyéb védelmi építmény csatlakozik, a falakat téglából építették. Az erődnek hét kútja, számos lakó- és börtönhelyisége volt, amelyekben ma különböző kiállítások vannak.

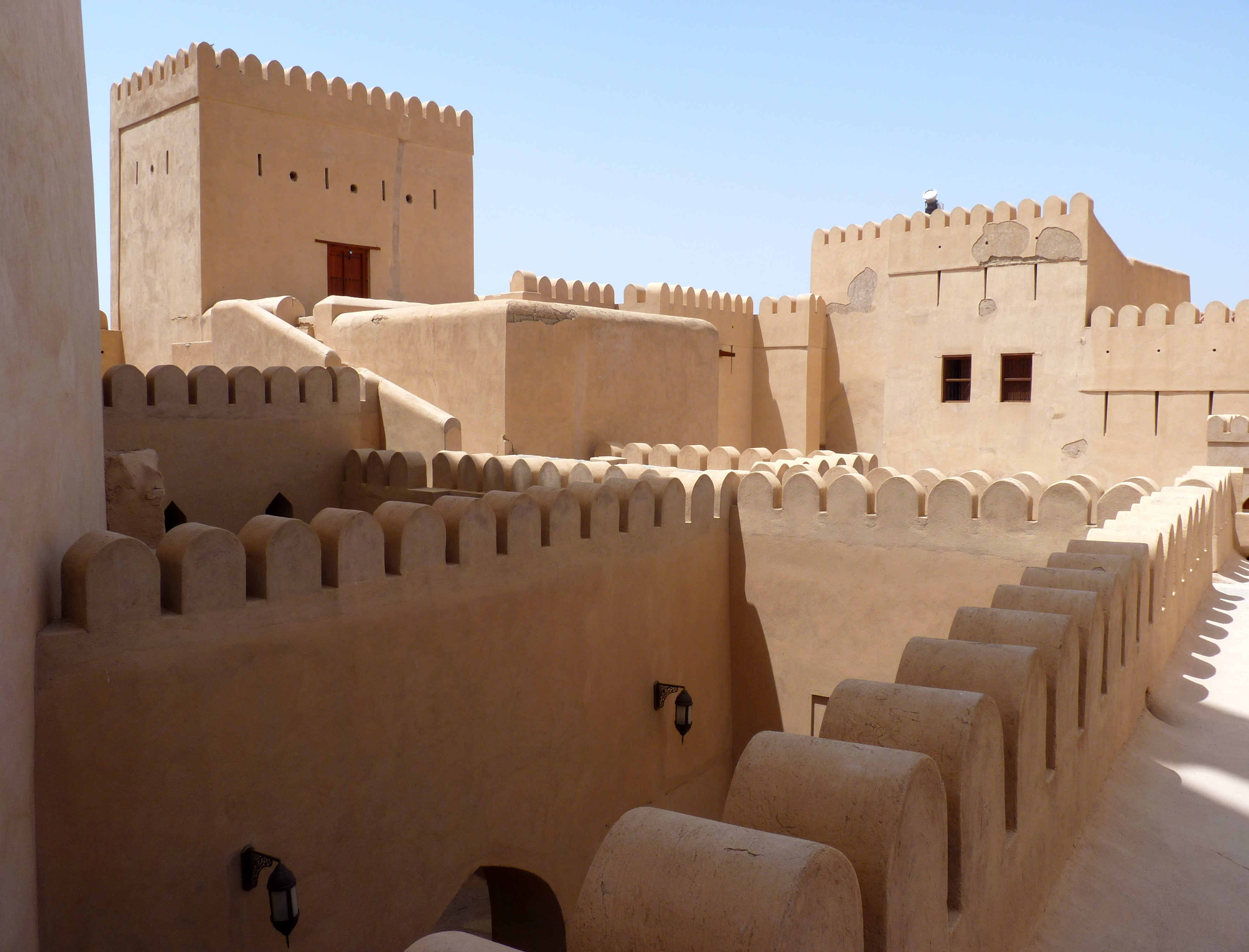
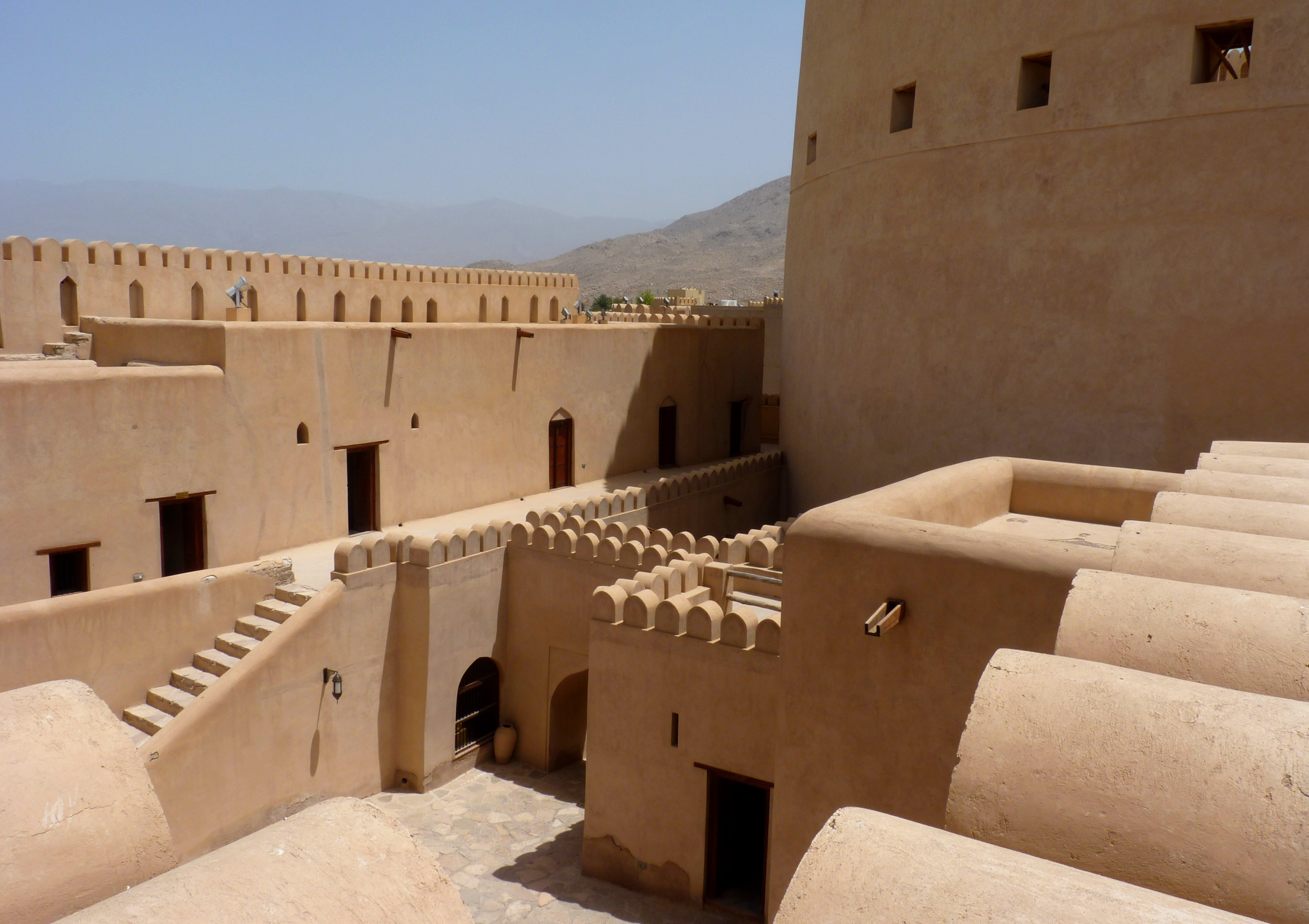
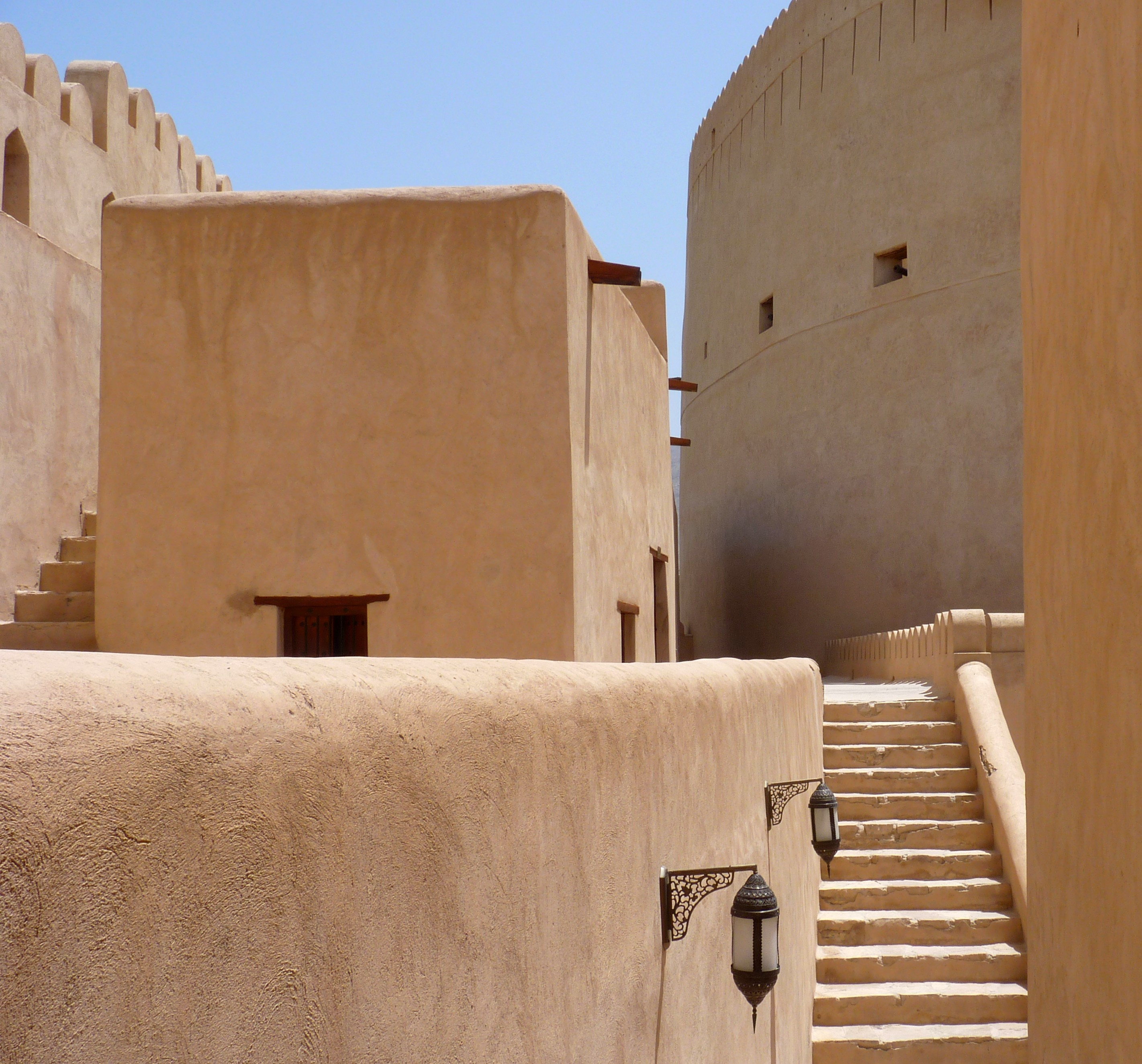